# يحيى الحليلي
يحيى أحمد محمد الحليلي هو شيخ مقرئ وحافظ يمني.

## مولده ونشأته وتعليمه
ولد في عام 1372 هـ الموافق 1952م في قرية الحليلة، مديرية بني مطر محافظة صنعاء، اليمن. عاش سبع سنوات مبصرا وأصيب بالعمى بسبب مرض الجدري واخذ منه نعمة البصر، ولم يكن حينها يقرأ القرآن. انتقل إلى مدينة صنعاء عام 1380هـ/ 1960م، وفي السنة الثامنة من عمره، ألحقه والده بحلقات حفظ القرآن الكريم في الجامع الكبير، وأتمَّ حفظ القرآن الكريم عام 1382هـ/ 1962م، ثم درس علم القراءات السبع على يد عدد من العلماء، منهم المقرئ محمد حسين عامر، حسن لطف باصيد، علي الطائفي، احمد ناصر الخولاني، احمد حسين الخولاني، حسين الغيثي، أحمد حسين الكحلاني و أحمد حسين عامر.

## دراسته النظامية
درس علوم اللغة العربية وحصل على معادلة ليسانس في علوم اللغة العربية من وزارة التربية والتعليم عام 1393هـ/ 1973م.

## عمله
عمل مدرسًا للقرآن الكريم، وقراءاته منذ عام 1390هـ/ 1970م، وإمامًا وخطيبًا بجامع قبة المتوكل بحي التحرير بصنعاء، كما عمل رئيسًا للجنة التحكيم في جائزة رئيس الجمهورية لحفظ القرآن الكريم منذ عام 1421هـ/ 2000م، ورئيسًا للجنة التحكيم لمسابقة القرآن الكريم، كما شارك في بعض لجان التحكيم في جمهورية مصر العربية. له عدد من المواد المسجلة في قراءة القرآن الكريم في الإذاعة والتلفزيون، وأشرطة الكاست. له صوت حسن بالقرآن. وهو متزوّج وأب لتسعة أبناء